# Hạ Quân Tường
Hạ Quân Tường là nam diễn viên, người mẫu Đài Loan được biết đến với vai A Ken trong bộ phim thần tượng Hiệp ước tình yêu 2004 cùng Lâm Y Thần và vai Giang Mãnh trong bộ phim thần tượng Định mệnh 2005 cùng Dương Thừa Lâm.

## Danh sách phim

### Phim truyền hình
| Năm  | Tựa đề                                            | Vai                                  |
| ---- | ------------------------------------------------- | ------------------------------------ |
| 2003 | Thất niên cấp sinh (Học sinh lớp 7) The 7th Grade | Hứa Lưu Sam Biệt danh: Mang Quả Sảng |
| 2004 | Văn phòng hôn nhân                                |                                      |
| 2004 | I love my wife                                    |                                      |
| 2004 | Hiệp ước tình yêu Love Contract                   | Lưu Kiến Đông/A Ken                  |
| 2005 | Định mệnh                                         | Giang Mãnh                           |
| 2005 | Những chàng trai chuyên chở                       | Hồ Thiết Nam                         |
| 2006 | Marry me                                          |                                      |
| 2007 | Hoán vị tình yêu                                  | Hoắc Đạt                             |
| 2008 | Sân bóng tình yêu                                 | Thẩm Nhược Hách                      |
| 2009 | Kêu gọi đại minh tinh                             |                                      |
| 2009 | Mật vụ nội gián                                   | Phùng Nhụy                           |
| 2011 | Hạnh phúc ngày nắng                               | Hạng Doãn Kiệt                       |
| 2011 | Mỹ Lạc, cố lên                                    | Hàn Dĩ Liệt                          |
| 2014 | Thượng Lưu Tục Nữ                                 | Phạm Khương Vũ                       |
| 2017 | Hàn Võ Ký                                         | Lý Vĩnh Cơ                           |

## MV đã đóng
- Cô đơn Bắc bán cầu/Love Contract 愛情合約原聲帶-孤單北半球 2004 (Lâm Y Thần - 林依晨 trình bày) (Hạ Quân Tường ghép đôi với Lâm Y Thần)
- Love Contract 愛情合約原聲帶-中間 (Fish Leong - 梁静茹) 2004 (Hạ Quân Tường ghép đôi với Lâm Y Thần)
- Love Contract 愛情合約原聲帶 - Shinning (丸子) 2004 (Hạ Quân Tường ghép đôi với Lâm Y Thần)
- Love Contract 愛情合約原聲帶 - 失去 (A-Yue 張震嶽) 2004 (Hạ Quân Tường ghép đôi với Lâm Y Thần)
- Love Contract 愛情合約原聲帶 - 關於我們之間的事 (A-Yue 張震嶽) 2004 (Hạ Quân Tường ghép đôi với Lâm Y Thần)
- Love Contract 愛情合約原聲帶 - 中間（鋼琴版）(潘協慶) 2004 (Hạ Quân Tường ghép đôi với Lâm Y Thần)
- Cô đơn Bắc bán cầu - 孤單北半球 2004 (Lâm Y Thần - 林依晨 trình bày) (Hạ Quân Tường ghép đôi với Lâm Y Thần)
- Waiting for You - 字幕歌词 (Asnon Hu - 胡彦斌) (Love Contract MV) 2004 (Nội dung MV dựa vào nội dung bộ phim Hiệp ước tình yêu 2004) (Hạ Quân Tường ghép đôi với Lâm Y Thần)

## Chương trình truyền hình
- Happy Sunday (8/2003) cùng Lâm Y Thần, Trịnh Nguyên Sướng, Lâm Dật Hoành quảng bá cho bộ phim Học sinh lớp 7 2003
- AIUEO (2003) cùng Lâm Y Thần quảng bá cho bộ phim Học sinh lớp 7 2003
- 娛樂新聞 (10/2003) cùng Lâm Y Thần, Trịnh Nguyên Sướng, Dương Cẩn Hoa, Trương Thiên Lâm, Thi Dịch Nam, Cố Hãn Quân, Lương Hựu Lâm quảng bá cho bộ phim Học sinh lớp 7 2003
- 娛樂新聞 (4/2004) cùng Lâm Y Thần giới thiệu bộ phim Hiệp ước tình yêu 2004 sắp ra mắt khán giả
- Chương trình Behind the Scene của bộ phim Love Contract (6/2004) cùng Lâm Y Thần, Quách Phi Lệ, Trương Duệ Gia, Lâm Dật Hoành, Lại Trí Vĩ, Chung Hân Du, Dương Bội Đình, Dịch Triết Lý, Bắc Thôn Phong Tình, Kim Cang
- The One (Fei Chang Ren Wu) (7/2004) cùng Lâm Y Thần quảng bá cho bộ phim Hiệp ước tình yêu 2004
- 娛樂新聞 (7/2004) cùng Lâm Y Thần quảng bá cho bộ phim Hiệp ước tình yêu 2004
- 娱乐百分百 (7/2004) cùng Lâm Y Thần, Trương Duệ Gia quảng bá cho bộ phim Hiệp ước tình yêu 2004
- Come Here (7/2004) cùng Lâm Y Thần quảng bá cho các bộ phim Học sinh lớp 7 2003, Hiệp ước tình yêu 2004
- The One (Fei Chang Ren Wu) (7/2004) cùng Lâm Y Thần, Lâm Dật Hoành, Lại Trí Vĩ quảng bá cho bộ phim Hiệp ước tình yêu 2004
- 娛樂新聞 (8/2004) giới thiệu MV Cô đơn Bắc bán cầu - 孤單北半球 2004 (ghép đôi với Lâm Y Thần trong MV) sắp ra mắt, quảng bá cho bộ phim Hiệp ước tình yêu 2004
- 娛樂新聞 (9/2004) giới thiệu MV Waiting for You - 字幕歌词 2004 (ghép đôi với Lâm Y Thần trong MV) sắp ra mắt, quảng bá cho bộ phim Hiệp ước tình yêu 2004
- Sinh nhật TVBS (1/10/2004) cùng Lâm Y Thần quảng bá cho các bộ phim Học sinh lớp 7 2003, Hiệp ước tình yêu 2004
- Happy Sunday (10/2004) cùng Lâm Y Thần, Cố Hãn Quân, Lại Trí Vĩ, Kim Cang quảng bá cho các bộ phim Học sinh lớp 7 2003, Hiệp ước tình yêu 2004
- Entertainment News - One Day Tour (11/2004) cùng Lâm Y Thần quảng bá cho bộ phim Hiệp ước tình yêu 2004
- TVBS Countdown Show (31/12/2004 - 1/1/2005) cùng Lâm Y Thần quảng bá cho bộ phim Hiệp ước tình yêu 2004
- Fashion Show (3/2005) cùng Lâm Y Thần quảng bá cho bộ phim Hiệp ước tình yêu 2004
- Mother Day (5/2005) quảng bá cho bộ phim Hiệp ước tình yêu 2004
- Peach Protein (6/2005) quảng bá cho bộ phim Hiệp ước tình yêu 2004

## Các quảng cáo TV Commercial phát sóng trên TV
- Jcode CF Reminder (2/2005) cùng Lâm Y Thần (Ariel Lin) quảng bá cho bộ phim Hiệp ước tình yêu 2004
- Jcode CF Love (2005 - 1/2006) cùng Lâm Y Thần (Ariel Lin) quảng bá cho bộ phim Hiệp ước tình yêu 2004
- Jcode CF Slow Dance (2006) cùng Lâm Y Thần (Ariel Lin) quảng bá cho bộ phim Hiệp ước tình yêu 2004